# Det Sorthvide Hotel
Det Sorthvide Hotel er det andet studiealbum fra den danske popduo Juncker. Det blev udgivet den 27. marts 2006, og indeholder singlen "Bad Vibes". Det er det sidste af duoens albums, hvor Jacob Groth Bastiansen medvirker.
Albummet toppede Hitlisten som #29, og musikmagasinet GAFFA gav det tre ud af seks stjerner.

## Spor
1. "Kære Dagbog" - 4:11
2. "Flimmerbær" - 3:33
3. "Bad Vibes" - 4:02
4. "Udenom Indenom" - 4:07
5. "Blå" - 3:28
6. "Ind Til Mig" - 4:34
7. "Lille Splint I Fingeren" - 4:24
8. "Når Du Går Fra Mig" - 3:57
9. "Ud Af Mit Skjul" - 4:09
10. "Sæbeboblenat" - 4:02
11. "Festen Er Forbi" - 3:31
12. "Det Sorthvide Hotel" - 6:12